# AJ Smith-Shawver
AJ Smith-Shawver (Fort Worth, Texas, 20 de noviembre de 2002) es un jugador profesional estadounidense de béisbol que se desempeña en la posición de lanzador en Atlanta Braves, equipo de las Grandes Ligas de Béisbol (MLB).

## Carrera
En 2023, Smith-Shawver hizo su debut en la MLB con el equipo Atlanta Braves, donde lleva jugando dos temporadas.